# Bjal izvor (distrikt i Kărdzjali)
Bjal izvor (bulgariska: Бял извор) är ett distrikt i Bulgarien.   Det ligger i kommunen Obsjtina Ardino och regionen Kărdzjali, i den södra delen av landet, 190 kilometer sydost om huvudstaden Sofia.